# Silla Barcelona

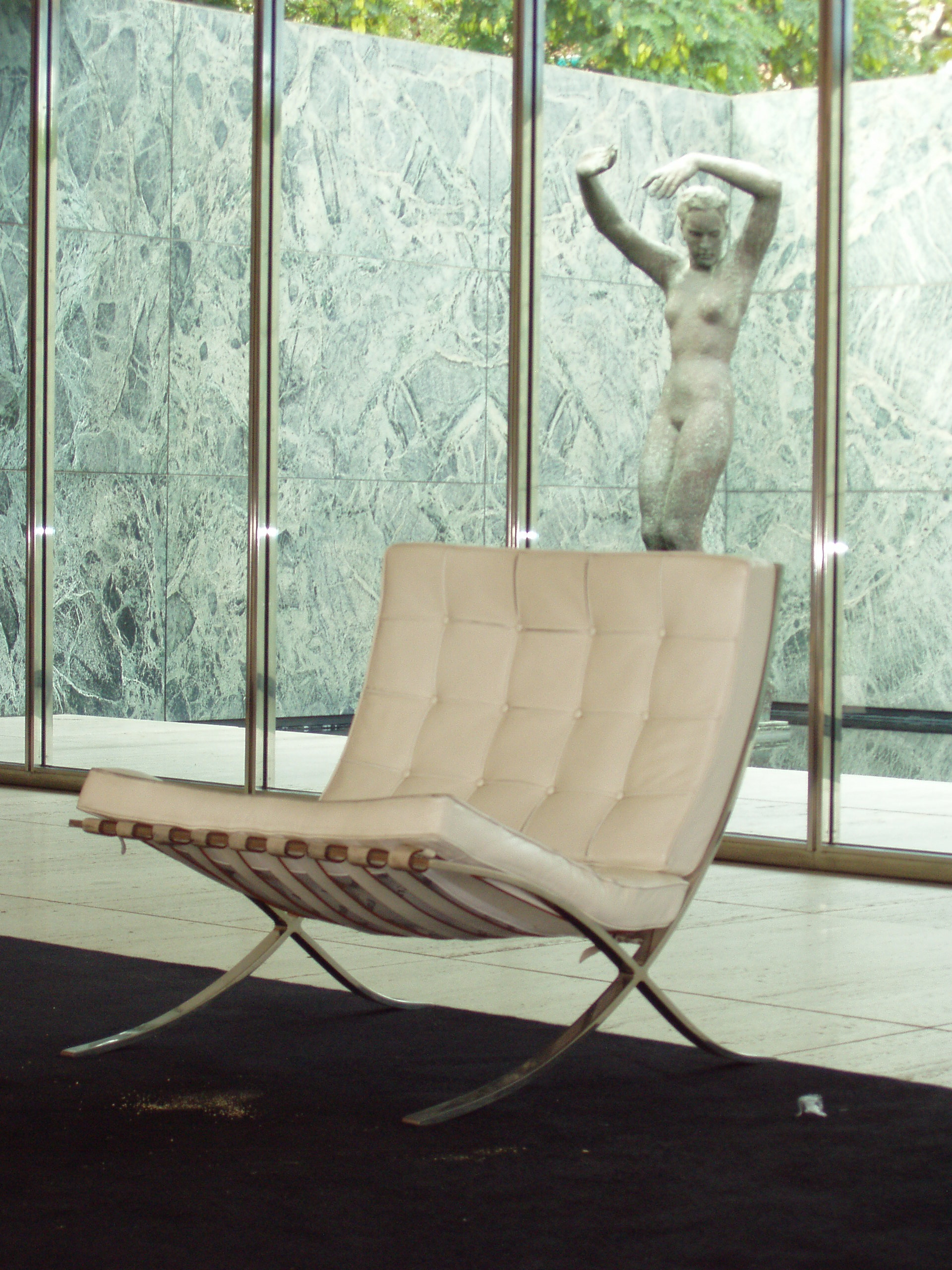
Imagen de la silla Barcelona Exposición internacional de Barcelona de 1929.

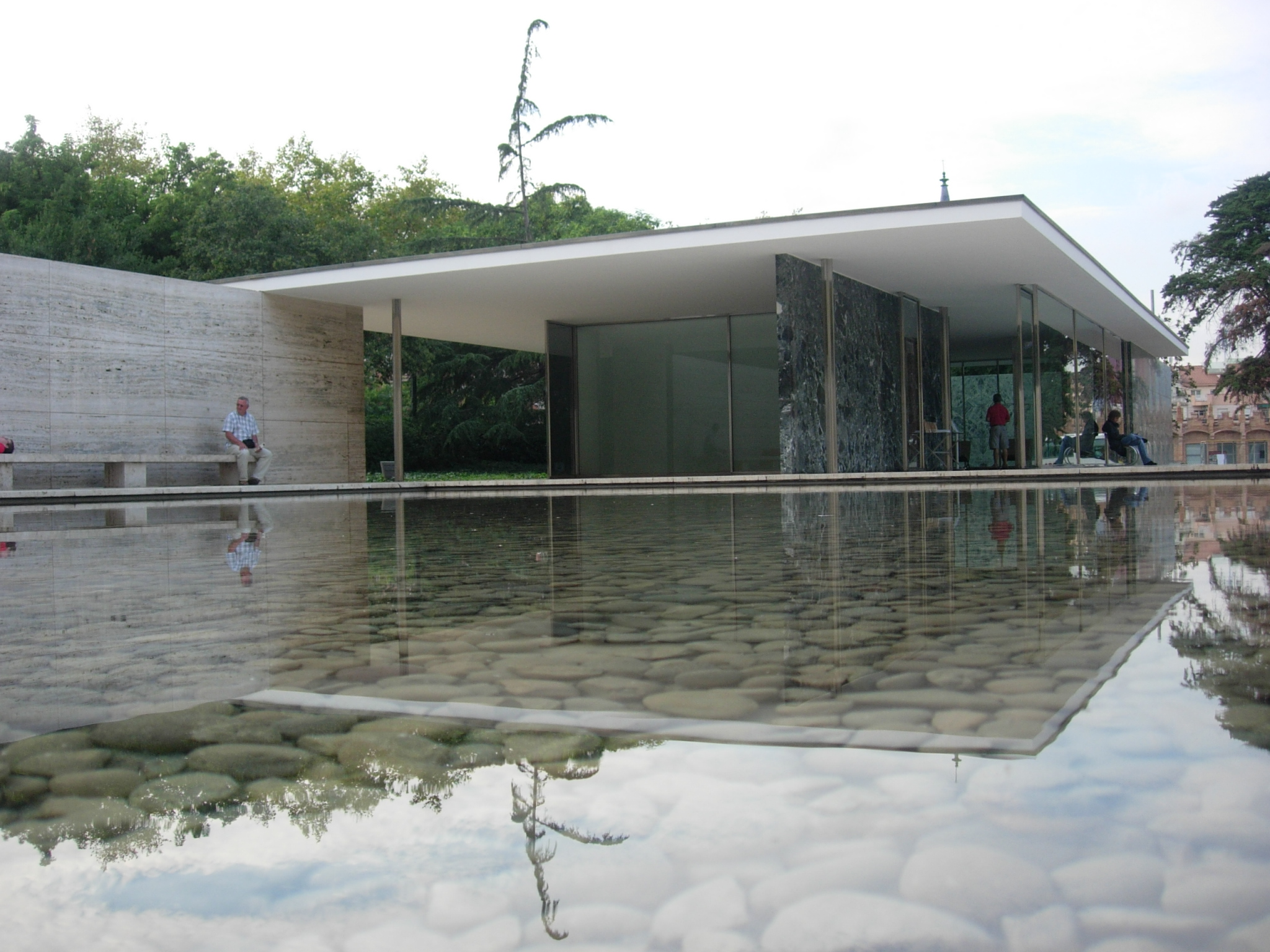
Reconstrucción del pabellón alemán diseñado por Mies van der Rohe para la Exposición internacional de Barcelona de 1929.

La silla Barcelona (modelo MR90) es una obra clásica del diseño de mobiliario moderno del siglo XX, realizada por Lilly Reich y Ludwig Mies van der Rohe.

## Historia
La silla Barcelona fue diseñada por Lilly Reich, con la participación de su socio y compañero Mies van der Rohe. 
El diseño se desarrolló en el marco de la reconstrucción tras la guerra. Los diez años precedentes a la exposición internacional de Barcelona fueron muy agitados para los Gobiernos europeos: problemas de educación, inestabilidad social, grandes migraciones, nuevos límites territoriales, desaparición de monarquías, etc., un tiempo en el que las naciones intentaban, tras la devastación, volver a la estabilidad y mostrarse vigorosas ante el mundo. Por ello, los diseñadores tuvieron la enorme responsabilidad de producir un pabellón para la exposición de Barcelona que anunciara el resurgir de la cultura alemana y mostrara sus éxitos. 
En aquella época, más allá de los conflictos, los diseñadores, industrialistas, arquitectos y artistas se inspiraron y supieron aprovechar las nuevas tecnologías y los nuevos materiales desarrollados durante la Primera Guerra Mundial. En este sentido, el diseño de la silla propone una propuesta de vanguardia para el uso del doméstico.
Mies y Reich crearon la silla, junto a la otomana y la mesa auxiliar a juego, para el Pabellón alemán en la Exposición Internacional de Barcelona del año 1929. Las sillas eran tan magníficas que se utilizaron como tronos para los reyes de España cuando visitaron el pabellón de Barcelona. Al año siguiente de la Exposición Internacional, Mies y Reich diseñaron el diván Barcelona, siguiendo la misma línea de la silla, la otomana y la mesa, para el departamento del arquitecto Philip Johnson. Estas nuevas piezas fueron presentadas en la Exposición Bauausstellung Berlin en 1931.

## Diseño
La estructura del mobiliario estaba realizada originalmente en acero inoxidable pulido, mientras que las superficies del asiento y el respaldo fueron hechas de cuero de piel de cerdo. Más tarde, en 1950 se harían ajustes al diseño para producirlo en masa.
Las proporciones armoniosas y la forma elegante convirtieron a la silla Barcelona casi en un objeto escultural digno de galería de exposición.
Su forma está basada en la Silla curul, un tipo de silla usada por los magistrados romanos.
La unión a la vista del bastidor estructural y de los amortiguadores del asiento como componentes separados, y el uso de materiales tradicionales y modernos, ajustándolos apropiadamente a su propósito funcional, se adaptan perfectamente a la concepción que tenía Mies del estilo internacional.

## Actualidad
Este tipo de mobiliario sigue siendo muy popular, y tanto la silla, como la otomana, el diván y la mesa auxiliar a juego siguen siendo fabricados, bajo la licencia comprada por Knoll a Mies en 1953. Aunque hay imitaciones más económicas, las sillas originales llevan la firma de van der Rohe y el logotipo de Knoll impresos en el cuadro. Knoll destina una parte de la venta de sus objetos fabricados con diseño de Mies al Museo de Arte Moderno en Alemania. Las imitaciones tampoco pueden llevar el nombre "Barcelona", al estar registrado por Knoll.
Se produce en dos configuraciones de acero diferentes y en varios tipos de cuero y colores diferentes. La versión de menor costo está construida en acero al carbono con un acabado cromado plateado (con un valor de venta de US$3500). La versión más costosa está construida en acero inoxidable #304 genuino (con un valor de venta de US$5.500). El cuadro está totalmente soldado en una sola pieza. Tiene una sucesión de tiras de cuero atornilladas o remachadas que soportan el almohadón de asiento y respaldo. Los almohadones están rellenos con espuma de poliuretano (PU) y envueltos totalmente en cuero sujetos por botones dobles escondidos.
En la película "American Psycho" , del año 2000, el protagonista, un exitoso pero desquiciado y psicopático yuppie, llamado Patrick Bateman, encarnado por el actor Christian Bale, posee un funcional, vistoso y lujoso departamento de soltero. El inmueble es más bien frío, pero decorado con el más exquisito buen gusto y luce - entre otros detalles - un par de sillas Barcelona de color negro. Acorde a su cuadro de desequilibrio mental, Bateman las exhibe en forma recta y equidistantes una de la otra, no alterando nunca su ubicación.
En el anime Jujutsu Kaisen también está presente, siendo la silla que Gojo Satoru posee en su oficina en la escuela de hechicería.

## Especificaciones
- Diseñador: Lilly Reich y Mies van der Rohe
- Fecha: 1926
- País: Alemania
- Materiales: Estructura de acero cromado y cojines de cuero de bovino relleno con espuma de poliuretano.
- Estilo: Funcionalista.
- Dimensiones: 75x75x75cm (Alto/Ancho/Profundidad)
- Colores: Negro, Blanco, Marrón, Rojo y Marfil